# Longboard (skate)

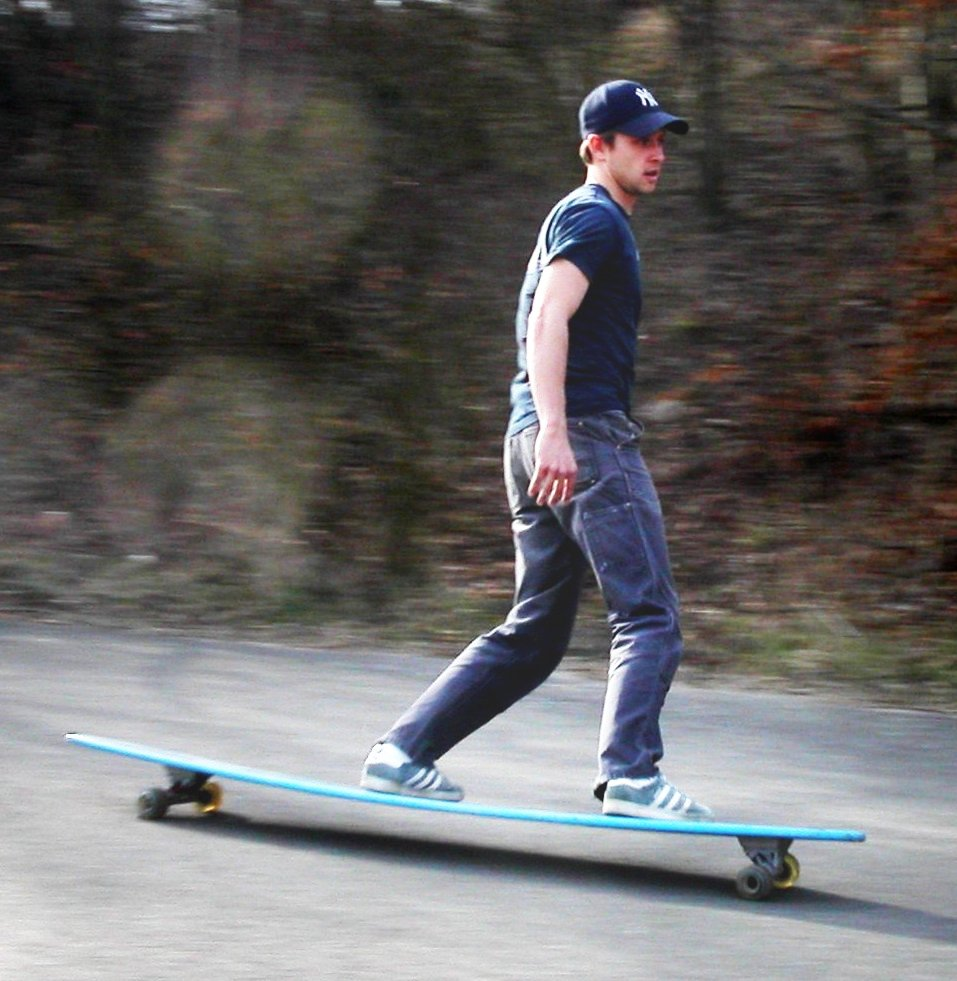
Longboardåkning

Longboard är en större och längre variant av en skateboard. Den används för att åka utför ("downhill"), i slalom eller som ett alternativt transportmedel. Ursprungligen är en longboard en hjulförsedd surfbräda. Den blev populär i Kalifornien i början av 1950-talet. Den är längre och bredare och har oftast större och mjukare hjul än en vanlig skateboard, vilket gör den stabilare och generellt säkrare och bekvämare att åka på.
Speedboards
Downhill longboards, eller speedboards, används för att ta sig ner för långa branta backar så snabbt som möjligt. En speedboard är oftast mellan 32 och 39 tum lång med en hjulbas på 28 - 34 tum. Speedboards är helt stumma i sin konstruktion för att åkaren skall ha full kontroll över brädan i hastigheter ofta över 100km/h. En speedboard fungerar ofta även bra för freeriding. Truckarna monteras längst ut i kanterna på brädan för att ge en maximal hjulbas på så kort yta som möjligt, detta för att det är viktigt för åkaren att ha fötterna så nära truckarna som möjligt. Ett längre avstånd mellan fram- och bakhjulen, känd som hjulbas, kommer att öka stabiliteten, medan en kortare hjulbas kommer att minska brädans svängradie. För att sänka tyngdpunkten har downhill longboards ibland även en sänkt plattform, detta kan göras på lite olika sätt. Dels kan trucken monteras igenom brädan genom att truckens basplatta monteras ovanifrån genom ett hål i brädan och sedan skruvas hangern på underifrån (Drop through), eller så är själva brädan formad med en nersänkning där åkaren har sina fötter (drop deck). Dessa två metoder kan så klart användas ihop och då kallas det dubbel drop. Bland de första med att serietillverka brädor med drop through var det franska företaget Sc8 med sin Race X1 Evo, och bland de tidiga drop deck brädorna var Landyachtz DH Race.
Speedboards utrustas ofta med CNC frästa högprecisionstruckar med lägre pivot vinkel, vilket ökar stabiliteten på bekostnad av en sämre svängradie. Under tävling använder speedboardåkare generellt skinnställ för att skydda sig och det är vanligt med specialdesignade hjälmar för att hålla luftmotståndet nere.

## Tävlingsgrenar
I longboard finns det olika grenar. Det mest populära är att tävla i tid, till exempel att åka fortast ned för en lång backe. En annan kallas för att "dansa", vilket innebär att stå på brädan i inte alltför hög fart och går runt på brädan. I freestyle gör man en massa tricks, såsom "oldschool kickflip", "pop shovit", "boneless", grinds och olika så kallade lip tricks. Populärt är också att göra är så kallade "G-turns", när man balanserar på framhjulen med bakhjulen i vädret och svänger runt i en cirkel.
Cruising är en avslappnad stil, vanligtvis utförd vid låga hastigheter, där tricken kommer från klassiska surfing som ten, hanging cross-stepping, and drop-knee-turns. 
Tricklongboard liknar en vanlig skateboard i form och konstruktion, men är sällan längre än 110 cm. Trick som kan utföras med dessa brädor är samma trick som utföras på vanliga skateboards men då de är tyngre och större kräver det mer skicklighet och styrka från åkaren.
Buttboard är när man ligger/sitter på brädan och tävlar i tid nedför backen. De som åker buttboard har oftast längre brädor.